# Furcifer
Furcifer ist eine der vier Chamäleongattungen Madagaskars. Die vorwiegend auf Madagaskar endemischen Arten dieser Gattung sind primär in ariden Gebieten zu finden, einige wenige sind auf tropischen Regenwald spezialisiert.

## Erscheinung
In der Gattung Furcifer finden sich mittelgroße bis große Chamäleons. Diese Tiere haben eine ausgeprägte Färbung und die Fähigkeit zu deutlichen Farbveränderungen. In dieser Gattung tritt Sexualdimorphismus auf: Männchen haben deutlich ausgeprägte Strukturen am Kopf, die bei den Weibchen fehlen oder zumindest weniger deutlich ausgeprägt sind. Ein für diese Gattung typisches Merkmal ist eine deutlich ausgeprägte, runde Helmstruktur. Innerhalb einer Art werden die Männchen größer als die Weibchen, dieser Unterschied ist hier noch stärker ausgeprägt als bei Calumma. Anders als bei Calumma finden sich bei Furcifer keine Hinterhauptslappen, dagegen kann ein auf der Bauchseite ausgeprägter Kamm auftreten. Männchen haben sehr große Hemipenissäcke.

## Vorkommen/Habitat
Zwei Arten dieser Gattung, F. cephalolepis und F. polleni kommen auf den Komoren vor, alle anderen sind auf Madagaskar endemisch. F. pardalis wurde vermutlich auf La Réunion eingeschleppt.
Furcifer-Arten sind häufig in ariden Gebieten zu finden, einige Arten kommen in Regenwäldern vor.

## Reproduktion
Alle Furcifer, bei denen Reproduktion beobachtet wurde, legen Eier. Bei großen Arten, wie zum Beispiel F. oustaleti, kann ein Gelege mehr als 60 Eier umfassen, die Zahl kann aber hochvariabel sein. So schwankt die Gelegegröße bei F. lateralis zwischen 4 und 23 Eiern, bei F. pardalis zwischen 12 und 46 Eiern. Ein Ei kann um 15 × 11 Millimeter messen (F. oustaleti). Die Inkubationszeit kann mit 150 bis 380 Tagen recht lange dauern (F. lateralis und F. pardalis), die Geschlechtsreife hingegen kann relativ schnell nach bereits 2 Monaten erreicht werden (F. labordi).

## Lebenszyklus
Der Lebenszyklus der Art Furcifer labordi ist der kürzeste bekannte der Landwirbeltiere, da dieser nach dem ca. 9-monatigen Eistadium (während der intensiven Trockenzeit) nur maximal 5 Monate dauert. Dabei erreichen sie nach 2 Monaten die Geschlechtsreife und legen nach weiteren 2 Monaten die Eier.

## Systematik
Gruppen innerhalb dieser Gattung und deren Hauptcharakteristika:
- Furcifer bifidus-Gruppe: Kleine und große Arten; Männchen haben stark ausgebildete, paarige Nasenanhänge (nicht bei Weibchen); Diese Gruppe enthält die einzigen auf Regenwald beschränkten Arten
  - Furcifer balteatus (Duméril & Bibron, 1851)
  - Furcifer bifidus (Brongniart, 1800)
  - Furcifer minor (Günther, 1879)
  - Furcifer petteri (Brygoo & Domergue, 1966)
  - Furcifer timoni Glaw, Köhler & Vences, 2009
  - Furcifer willsii (Günther, 1890)
- Furcifer pardalis-Gruppe: Tieflandarten ohne oder mit relativ kurzen Nasalanhängen aber mit Kamm an Hals oder Bauchseite
  - Furcifer angeli (Brygoo & Domergue, 1968)
  - Furcifer belalandaensis (Brygoo & Domergue, 1970)
  - Furcifer cephalolepis (Günther, 1880) – Komoren
  - Pantherchamäleon (Furcifer pardalis (Cuvier, 1829))
  - Furcifer polleni (Peters, 1874)  – Komoren
  - Furcifer tuzetae (Brygoo, Bourgat & Domergue, 1972)
- Furcifer verrucosus-Gruppe: Große Arten mit hohem Helm aber ohne Nasenanhängen
  - Furcifer nicosiai Jesu, Mattioli & Schimmenti, 1999
  - Riesenchamäleon (Furcifer oustaleti (Mocquard, 1894))
  - Furcifer verrucosus Cuvier, 1829
- Furcifer rhinoceratus-Gruppe: Mittelgroße bis große Arten mit deutlich ausgebildeten Nasenanhängen
  - Furcifer antimena (Grandidier, 1872)
  - Furcifer labordi (Grandidier, 1872)
  - Furcifer monoceras (Boettger, 1913)
  - Furcifer rhinoceratus (Gray, 1843)
  - Voeltzkow-Chamäleon (Furcifer voeltzkowi (Boettger, 1893))
- Furcifer lateralis-Gruppe: Relativ kleine Arten ohne Nasenanhänge und ohne bzw. nur mit rudimentär vorhandenem dorsalem Kamm; mit zwei parallelen Höckerreihen
  - Furcifer campani (Grandidier, 1872)
  - Teppichchamäleon (Furcifer lateralis (Gray, 1831))
  - Furcifer viridis Florio et al., 2012